# Краниофацијална протеза
Краниофацијална протеза је врста протезе које израђују протетичари обучени за анапластологију или максилофацијалну протетику са циљем са помогну у рехабилитацији особа са дефектима лица узрокованим болешћу (углавном узнапредовалим облицима карцинома коже и рака главе и врата), траумом (траума спољашњег уха, траума ока) или рођењем. дефекти (микроција, анофталмија). 

## Намена и изглед
Краниофацијалном протезом може да се замени скоро сваки део лица и лобање, али најчешће ухо, нос или око. Очне протезе и протезе за косу такође се могу класификовати као краниофацијалне протезе. Протезе се држе на месту уз помоћ:
- адхезивива који се називају епитезама
- осеоинтегрисаним имплантатима,[1]
- магнетима,
- другим механичким средствима (иако ретким) као што су наочаре или каишеви.[2]

Краниофацијалне протез су дизајниране тако да буду што сличније природној анатомији сваког појединца. Њихова сврха је да прикрију и заштите изобличења или недостатке лица.
Изузетне могућности у рехабилитацији дефеката лица са имплантатно ретинираним протезама настале су развојем савремених силикона (винилполисилоксана) и осеоинтеграцијом имплантата. Краниофацијална имплантатна технологија данас пружа широке и побољшане реконструктивне могућности.

## Индикације
Када хируршка реконструкција није идеална, фаворизује се краниофацијална протетика која може боље да поврати облик и функцију одсутних црта лица. Иако краниофацијална протетика не може у потпуности козметички да заменифизички облик и функционалну механику одсутне анатомије, она и има значајну улогу у емоционалној стабилности и рехабилитацији особа са дефектима лица.